# Consell de les Associacions de Futbol de l'Àfrica Oriental i Central
El Consell de les Associacions de Futbol de l'Àfrica Oriental i Central (CECAFA) (en anglès: Council for East and Central Africa Football Associations, en francès: Conseil des Associations de Football d'Afrique de l'Est et Centrale, en àrab: مؤتمر جمعيات شرق ووسط أفريقيا لكرة القدم) és l'òrgan de govern de les federacions de l'est i el centre d'Àfrica de la Confederació Africana de Futbol (CAF).
La CECAFA és l'organització de futbol subregional més antiga de la CAF. L'any 1926, va crear i organitzar la CECAFA Cup, que és la competició més antiga del continent africà. Des de 1926 al 1966 es va disputar amb la denominació de Gossage Cup en honor de l'empresari Willian Gossage, fundador de la companyia de sabons Gossage, amb seu a Nairobi (Kenya). Des de 1967 fins al 1972 va canviar de nom a Challenge Cup i, des de 1973, és coneguda amb el nom actual de CECAFA Cup.
El 1974 es va crear oficialment la CECAFA Club Cup, que és la competició més important de totes les que organitza la CECAFA. Des de 2002, també és coneguda amb el nom de Kagame Interclub Cup, quan el president ruandès, Paul Kagame, va començar a patrocinar la competició.
De les dotze federacions que integren la CECAFA, tres d'elles (Djibouti, Somàlia i Sudan) també són membres de la Unió d'Associacions de Futbol Àrabs (UAFA).

## Membres de la CECAFA
| Pais          | Federació                               |
| ------------- | --------------------------------------- |
| Burundi       | Federació de Futbol de Burundi          |
| Djibouti      | Federació Djiboutiana de Futbol         |
| Eritrea       | Federació Nacional Eritrea de Futbol    |
| Etiòpia       | Federació Etíop de Futbol               |
| Kenya         | Federació de Kenya de Futbol            |
| Ruanda        | Federació Ruandesa de Futbol Associació |
| Somàlia       | Federació Somali de Futbol              |
| Sudan del Sud | Associació de Futbol de Sudan del Sud   |
| Sudan         | Associació de Futbol de Sudan           |
| Tanzània      | Associació de Futbol de Tanzània        |
| Uganda        | Federació Ugandesa de Futbol            |
| Zanzíbar      | Federació de Futbol de Zanzíbar         |